# Сабріна Герінг
Сабрі́на Ге́рінґ (нім. Sabrina Hering; нар. 16 лютого 1992, Герден) — німецька спортсменка-веслувальниця, що спеціалізується на спринті.
На літніх Олімпійських іграх 2016 року у Ріо-де-Жанейро Сабріна Герінґ взяла участь у перегонах байдарок-четвірок на 500 м, у складі німецької команди, куди окрім неї також входили Франціска Вебер, Штеффі Крігерштайн і Тіна Дітце. Німецькі веслувальниці виграли срібні медалі.